# Rue Labrouste
Ne doit pas être confondu avec Rue Larousse.
La rue Labrouste est une voie située dans le quartier Saint-Lambert du 15e arrondissement de Paris, en France.

## Situation et accès
La rue Labrouste est une voie publique située dans le 15e arrondissement de Paris. Elle débute au 6, place Falguière et se termine au 109 bis-111, rue des Morillons.

## Origine du nom
La rue porte le nom d'Henri Labrouste (1801-1875), architecte de la bibliothèque Sainte-Geneviève et de la Bibliothèque nationale.

## Historique
La voie est ouverte en 1870 sous le nom de « rue Zangiacomi » et prend sa dénomination actuelle le 29 novembre 1880.

## Bâtiments remarquables et lieux de mémoire
- No 2 : plaque commémorative en hommage au résistant Joseph Epstein (1911-1944).
- No 44 : immeuble de 1905 (architectes Louis Merlaud et Gustave Poirier)[1].
- No 46 : immeuble de 1905 (architectes Louis Merlaud et Gustave poirier)[2].

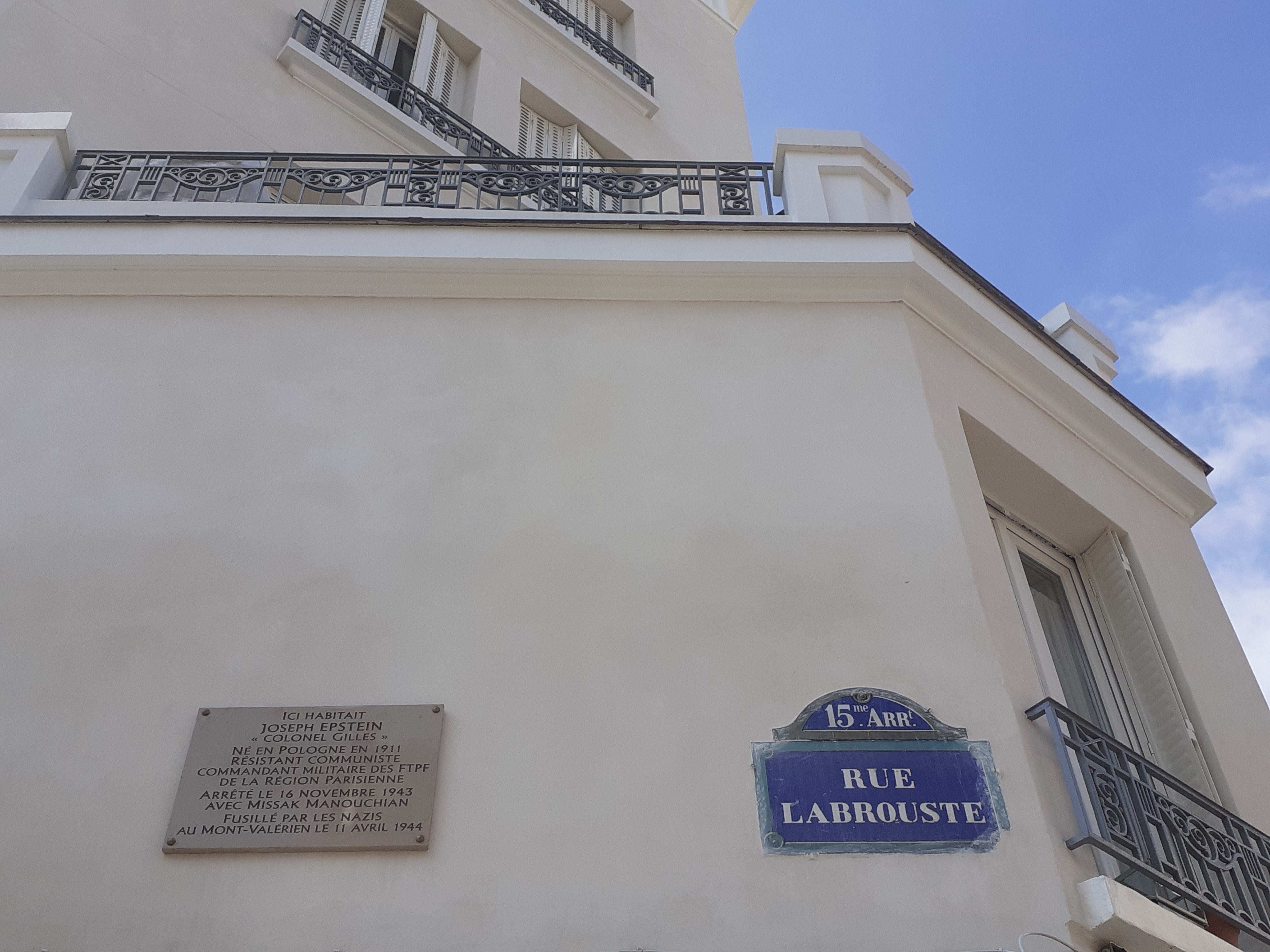
Plaque de la rue et plaque commémorative en hommage à Joseph Epstein.